# تاتسویا فوکوزاوا
تاتسویا فوکوزاوا (انگلیسی: Tatsuya Fukuzawa؛ زادهٔ ۱ ژوئیهٔ ۱۹۸۶) بازیکن والیبال اهل ژاپن عضو تیم ملی والیبال ژاپن و باشگاه پاناسونیک پنترز است.
تاتسویا در قهرمانی آسیا ۲۰۰۹ به عنوان باارزش ترین بازیکن مسابقات انتخاب شد.